# Hamilton 400
El Hamilton 400, también conocido como el ITM Hamilton 400 por motivos de patrocinio, fue un evento de motor V8 Supercar realizado en el circuito callejero de Hamilton, Hamilton, Nueva Zelanda. El evento se llevó a cabo de 2008 a 2012, y es uno de los dos circuitos de Nueva Zelanda que albergan una ronda de campeonato de Supercars V8.

## Historia
El evento se realizó por primera vez en 2008, en reemplazo del V8 International de Nueva Zelanda, que se llevó a cabo en el Pukekohe Park Raceway en Pukekohe, cerca de Auckland. El evento de 2008 fue notable por un gran choque de clasificación entre Todd Kelly y Jamie Whincup, descartando a este último el fin de semana. Whincup ganó los próximos dos años en Hamilton antes de que Rick Kelly ganara un evento del 2011 afectado por la lluvia. El último año en Hamilton en 2012 estuvo dominado por Ford Performance Racing, con sus pilotos Mark Winterbottom y Will Davison ganando una carrera cada uno.
Para 2013, el evento V8 Supercar de Nueva Zelanda regresó al parque Pukekohe, y actualmente se conoce como el Auckland 500.

### Mark Porter Trophy
El ganador de cada Hamilton 400 recibió el Mark Porter Memorial Trophy, en memoria de Mark Porter. Porter, nacido en Hamilton, murió luego de un accidente en una carrera de apoyo de la Serie V8 Supercar Development Series a la Bathurst 1000 de 2006. Tras la desaparición de la carrera, el trofeo se trasladó a una exhibición permanente en el Museo Waikato en Hamilton.

## Circuito
El circuito se encuentra en el distrito financiero de Frankton, dentro de Hamilton. Para cada evento, las calles de la ciudad se cerraron en los días previos al evento, con varios elementos de mobiliario de carreteras retirados y barreras de concreto y un complejo de foso instalado.

## Caída
El 30 de septiembre de 2011, se informó que el Ayuntamiento de Hamilton, el órgano de gobierno local de la ciudad de Hamilton donde se celebra la carrera, optó por no participar en el Hamilton 400, y el evento final tendrá lugar en 2012. El consejo aceptó $1.25 millones. Pago de V8 Supercars Australia para renunciar al contrato de siete años. Se informó que el evento se llevó a cabo con una pérdida significativa en 2011, lo que llevó a la oferta de salida anticipada. Luego de una auditoría en 2011, el excomandante Michael Redman renunció luego de que se probaron las acusaciones de gastos imprudentes. El informe mostró que el costo total para Hamilton fue de aproximadamente $40 millones, de los cuales al menos $3 millones fueron gastos no autorizados. El informe criticó al consejo de la ciudad por ser reservado sobre la mala gestión masiva. El entonces CEO Tony Marryatt también fue criticado, a pesar de su defensa del evento.

## Ganadores
| Año  | Piloto        | Equipo                        | Automóvil           | Resultados |
| ---- | ------------- | ----------------------------- | ------------------- | ---------- |
| 2008 | Garth Tander  | Holden Racing Team            | Holden VE Commodore | Resultados |
| 2009 | Jamie Whincup | Triple Eight Race Engineering | Ford FG Falcon      | Resultados |
| 2010 | Jamie Whincup | Triple Eight Race Engineering | Holden VE Commodore | Resultados |
| 2011 | Rick Kelly    | Kelly Racing                  | Holden VE Commodore | Resultados |
| 2012 | Will Davison  | Ford Performance Racing       | Ford FG Falcon      | Resultados |

## Ganadores múltiples

### Por piloto
| Victorias | Piloto        | Años       |
| --------- | ------------- | ---------- |
| 2         | Jamie Whincup | 2009, 2010 |

### Por equipo
| Victorias | Equipo                        |
| --------- | ----------------------------- |
| 2         | Triple Eight Race Engineering |

### Por fabricante
| Victorias | Fabricante |
| --------- | ---------- |
| 3         | Holden     |
| 2         | Ford       |

## Patrocinadores de eventos
- 2010–12: ITM